# Миленко Каришик
Миленко Каришик (Сарајево, 8. новембар 1956) је генерал-мајор Министарства унутрашњих послова Републике Српске у пензији. Био је први командант Специјалне јединице Министарства унутрашњих послова Српске Републике Босне и Херцеговине.

## Биографија
Рођен је 1956. године у Сарајеву, од оца Млађена и мајке Радојке. Има брата Јову. Ожењен је и у браку са супругом Зором има две кћерке. По националности је Србин. Крсна слава породице је Свети великомученик Георгије - Ђурђевдан (6. мај).
Завршио је Основну школу "Петар Кочић" у Фалетићима, општина Стари Град, Сарајево 1971; Средњу школу унутрашњих послова у Сарајеву 1975. као најбољи ученик треће генерације (добитник "Црвеног каранфила", награде коју град Сарајево додјељује најбољим ученицима средњих школа) и Факултет за физичку културу у Сарајеву 1979. као стипендиста Републичког секретаријата унутрашњих послова Босне и Херцеговине. Послове професора стручних предмета обављао је у Школском центру Републичког секретаријата унутрашњих послова на Врацама у Сарајеву од 1979. до 1983. године. Након тога се распоређује у Специјалну јединицу Републичког секретаријата за унутрашње послове, гдје је остао до априла 1992. године обављајући дужности старјешине од командира вода до замјеника команданта Специјалне јединице. У наведеном периоду завршио је Школу резервних официра пјешадије у Билећи 1985. и велики број специјалистичких курсева из области антитерористичке обуке. Активно се бавио борилачким спортовима, носилац је мајсторских звања из џуда и џијуџица (самоодбране)- 4. дан. Био је врхунски такмичар и тренер Џудо клуба "Жељезничар" из Сарајева и освајач медаља на домаћим и међународним такмичењима.
Дана 4. априла 1992. године формирао је и постао први командант Специјалне јединице Министарства унутрашњих послова Српске Републике Босне и Херцеговине, која касније прераста у Специјалну бригаду полиције Министарства унутрашњих послова Републике Српске септембра 1992. Као командант Специјалне бригаде полиције учествује у активним борбеним дејствима јединице до фебруара 1994. године. Рјешењем министра унутрашњих послова 1994. године распоређен је за начелника Управе полиције Министарства унутрашњих послова Републике Српске. Помоћник министра унутрашњих послова - начелник Ресора јавне безбједности постаје 8. новембра 1994. године избором на сједници Владе Републике Српске. За замјеника министра унутрашњих послова Републике Српске изабран је 1996. године. Функцију савјетника министра Министарства унутрашњих послова Републике Српске обављао је 1998. године. У чин генерал - мајора полиције унапријеђен је фебруара 1994.
Од 4. априла 1992. до 14. децембра 1995. године учествовао је у Одбрамбено-отаџбинском рату српског народа у Босни и Херцеговини. Послије пензионисања активан је у раду родољубиве невладине организације. Пензионисан је 1998. године. Сада живи у Београду.

## Одликовања и признања
- Орден Немањића